# 32e corps d'armée (France)
Pour les articles homonymes, voir 32e corps d'armée.
Le 32e corps d'armée est une unité militaire française qui a participé à la Première Guerre mondiale.

## Création et différentes dénominations
- 21 septembre 1914 : Groupement  Humbert
- 26 septembre 1914 : Renommé Corps Combiné Humbert
- 10 octobre 1914 : Renommé 32e Corps d'Armée
- 26 mars 1916 : Renommé Groupement Berthelot
- 10 juin 1916 : Renommé 32e Corps d'Armée
- 1923 : renommé 32e corps de marche[1]

## Les chefs du32ecorpsd'armée
- 21 septembre 1914 : Général Humbert
- 9 mars 1915 : Général Duchêne
- 3 août 1915 :  Général Berthelot
- 19 septembre 1916 : Général Debeney
- 19 décembre 1916 - 17 juin 1919 : Général Passaga
- 21 juin 1919 : Général Caron
- 11 février 1924 - 19 mai 1929 : Général Douchy
- 4 juin 1929 - 2 juillet 1930 :  Général Andlauer

## Première Guerre mondiale

### Composition
- 40e DI (passe au CA en janvier 1915)
- 42e DI (passe au CA en octobre 1914)
- 165e DI (créée au CA en novembre 1916)
- 46e RAC
- 116e RAL

### Historique

#### 1914
- 21 septembre - 25 octobre : constitution, occupation du front La Neuvillette, aux bords sud de Bétheny et de Saint-Léonard, fort de la Pompelle, ferme des Marquise.

23 - 30 septembre : attaques françaises vers Berru et le fort de la Pompelle.
12 - 14 octobre : attaques françaises vers Cernay-lès-Reims et dans la région nord de Prunay.
- 25 octobre - 8 décembre : retrait du front et transport par V.F. en Belgique, dans la région de Beveren.

À partir du 29 octobre, engagement dans la bataille de l'Yser, puis dans la bataille d'Ypres. Violents combats à Ramscappelle, Nieuport, Bixschoote, Dixmude, Lombardsijde, Het-Sas et la maison du Passeur.
À partir du 5 novembre, stabilisation du front vers Langemark, Dixmude.
15 novembre : réduction du front à droite jusqu'à Kortekeer Cabaret.
- 8 - 30 décembre : retrait du front et mouvement vers la région d'Ypres. Occupation d'un secteur vers le château d’Herenthage et le château à 1 km à l'ouest d’Hollebeke.

10 - 17 décembre : violents combats.
25 décembre : réduction du front à droite jusque vers le canal d'Ypres à la Lys et à gauche en direction de Zwarteleen.
- 30 décembre 1914 - 15 janvier 1915 : retrait du front. À partir du 31 décembre, transport par V.F. dans la région de Montdidier, puis le 11 janvier 1915, dans la région de Givry-en-Argonne.

#### 1915
- 15 janvier - 6 août : occupation d'un secteur dans la région du Four de Paris, lieu-dit sur la commune de Vienne-le-Château, dans le massif de l'Argonne dans la  Marne (guerre de mines).

29 janvier : attaque allemande au bois de la Grurie.
7 février : nouvelles attaques allemandes vers Bagatelle. En mars, avril et mai actions réciproques répétées.
Les pertes dans le 32e Corps d'Armée du 17 janvier au 5 mai : 6 082 tués, 10 636 blessés, 10148 malades évacués, et du 5 mai au 15 juin : 579 tués, 2 582 blessés, 4640 malades.
19 juin : réduction du front à gauche jusqu'à la route Vienne-le-Château, Binarville et contre-attaques françaises.
30 juin : violente attaque sur Bagatelle.
6 - 16 juillet : extension du front à gauche jusqu'au nord de Saint-Thomas.
13 - 14 juillet : attaques allemandes au nord de la Harazée, contre-attaques françaises.
- 6 - 29 août : retrait du front dans la région de Sainte-Menehould, puis transport par V.F. dans la région de Châlons-sur-Marne ; repos.
- 29 août - 30 décembre : mouvement vers le nord, à partir du 2 septembre occupation d'un secteur vers Auberive-sur-Suippe et la région nord de Saint-Hilaire-le-Grand.

25 septembre - 6 octobre : seconde bataille de Champagne.
29 septembre : extension du front à gauche à l'ouest d'Auberive-sur-Suippe. Puis organisation et occupation du terrain conquis.
12 octobre : réduction du front à gauche jusque vers Auberive-sur-Suippe.
15 octobre : attaque allemande.
- 30 décembre 1915 - 3 mars 1916 : retrait du front dans la région de Mairy-sur-Marne ; repos.

#### 1916
- 3 - 26 mars : mouvement vers Sainte-Menehould, puis vers la région de Verdun ; stationnement.
- 26 mars - 10 juin : engagé dans la bataille de Verdun, vers Marre le nord de Cumières, Béthincourt.

16 mars, 9, 10, 11 avril : attaques allemandes.
14 et 20 avril : attaques françaises vers le bois des Corbeaux.
29, 30 avril, 8, 10 et 12 mai : attaques françaises au nord de Cumières.
20, 21, 22, 23, 24, 29 et 30 mai : attaques allemandes sur le Mort-Homme et Cumières.
22, 26, 27, 28, 31 mai, 1er et 6 juin : contre-attaques françaises.
- 10 juin - 16 juin : retrait du front, repos dans la région de Bar-le-Duc ; puis à partir du 13 juin, transport par V.F. dans la région de Rambervillers, Gerbéviller.
- 16 juin - 24 août : occupation d'un secteur entre la forêt de Parroy et la Chapelotte.

23 juillet : extension du secteur à gauche jusqu'au Sânon.
- 24 août - 11 septembre : retrait du front, mouvement vers le camp de Saffais ; instruction.
- 11 - 20 septembre : transport par V.F. dans la région de Crèvecœur-le-Grand, Conty ; repos.
- 20 septembre - 17 novembre : transport par camions vers le front. Engagé dans la bataille de la Somme vers Rancourt et la ferme du Priez.

20, 22, 23 septembre : attaques allemandes.
25 septembre : attaque française et prise de Rancourt.
28 septembre : extension du front à gauche jusque vers Frégicourt.
26, 27 septembre, 1er, 3 et 7 octobre : attaques françaises sur Sailly-Saillisel et le bois de Saint-Pierre-Vaast.
5 novembre : attaque du bois de Saint-Pierre-Vaast et le 11 novembre de Sailly-Saillisel (prise du village).
16, 18, 20, 22 octobre, 1er et 15 novembre : attaques allemandes sur Sailly-Saillisel.
27 octobre - 6 novembre : extension dur front au nord de Sailly-Saillisel.
- 17 novembre - 20 décembre : retrait du front et repos dans la région sud-ouest d'Amiens. À partir du 24 novembre, transport par V.F. dans la région de Château-Thierry, puis mouvement dans la région de Dormans ; repos et instruction au camp de Ville-en-Tardenois.
- 20 décembre 1916 - 3 janvier 1917 : mouvement vers la région de Fismes. À partir du 22 décembre, transport par V.F. dans la région de Sainte-Menehould ; repos.

#### 1917
- 3 - 28 janvier : occupation d’un secteur vers le Four de Paris et Maisons de Champagne.
- 28 janvier - 13 mars : retrait du front, mouvement vers Prouilly ; instruction et travaux en vue de l'offensive.
- 13 mars - 16 avril : occupation d'un secteur dans la région Sapigneul, la Miette.

4 avril : violente attaque allemande vers Sapigneul.
5, 6, 7 et 12 avril : contre-attaques françaises.
- 16 avril - 21 mai : engagé dans la bataille du Chemin des Dames. Progression au nord-est de Berry-au-Bac.

17 avril : réduction du front à droite jusqu'à l'Aisne. Organisation et occupation des positions conquises.
- 21 mai - 2 juillet : retrait du front, repos vers Dormans. À partir du 4 juin, mouvement par étapes vers Mailly-le-Camp ; repos et instruction.
- 2 juillet - 20 août : mouvement vers Verdun, à partir du 7 juillet, occupation d’un secteur vers Damloup, Louvemont.

16 août : attaque allemande au plateau des Caurières.
- 20 août - 2 octobre : engagé dans la bataille de Verdun. Combat des 20, 26 et 8 septembre ; avance jusqu'aux abords de Beaumont. Actions violentes de part et d'autre. Organisation et défense des positions conquises.
- 2 octobre - 5 novembre : retrait du front ; repos et instruction dans la région de Toul.
- 5 novembre 1917 - 22 août 1918 : occupation d'un secteur vers Chenicourt, Limey-Remenauville.

5 janvier : réduction du front, à droite jusqu'à Clémery.
21 janvier : extension du front à gauche jusqu'à l'étang de Vargévaux. Actions locales fréquentes, particulièrement le 12 février.
24 mars : extension du front à gauche jusque vers Dompcevrin.
27 mai : limite gauche reportée à l'étang de Vargévaux.
19 juin : actions de part et d'autre, particulièrement violentes au nord de Fey-en-Haye.

#### 1918
- 22 août - 11 novembre : retrait du front (relève par l'armée américaine) ; mouvement vers Essey-lès-Nancy. À partir du 25 août occupation d'un secteur vers Bezange-la-Grande, Port-sur-Seille. En octobre novembre, nombreuses reconnaissances. Préparatifs d'offensive.

### Rattachement
- 1re armée

28 mai - 11 juin 1917
5 janvier - 26 mars 1918
- 2e armée

31 décembre 1914 - 11 janvier 1915
8 mars - 13 juin 1916
2 juillet - 2 octobre 1917
- 3e armée

11 janvier - 13 août 1915
- 4e armée

13 août 1915 - 8 mars 1916
11 juin - 2 juillet 1917
22 décembre 1916 - 29 janvier 1917
- 5e armée

7 - 29 octobre 1914
24 novembre - 22 décembre 1916
29 janvier - 21 avril 1916
- 6e armée

11 septembre - 24 novembre 1916
- 8e armée

16 novembre - 31 décembre 1914
2 octobre 1917 - 5 janvier 1918
26 mars - 10 novembre 1918
- 10e armée

21 septembre - 7 octobre 1914
21 avril - 28 mai 1917
10 - 11 novembre 1918
- Détachement d'armée de Belgique

29 octobre - 16 novembre 1914
- Détachement d'armée de Lorraine

13 juin - 11 septembre 1916